# 小拉里·南斯
小拉里·唐尼尔·南斯（英語：Larry Donnell Nance Jr.，1993年1月1日—），出生於俄亥俄州阿克倫，職業籃球運動員。現效力於NBA聯盟克里夫蘭騎士，場上位置為大前鋒。於2015年NBA選秀中，以第一輪第二十七順位被洛杉磯湖人選中。小拉里·南斯是前克里夫蘭騎士球星拉里·南斯的兒子。

## 高中和大學生涯

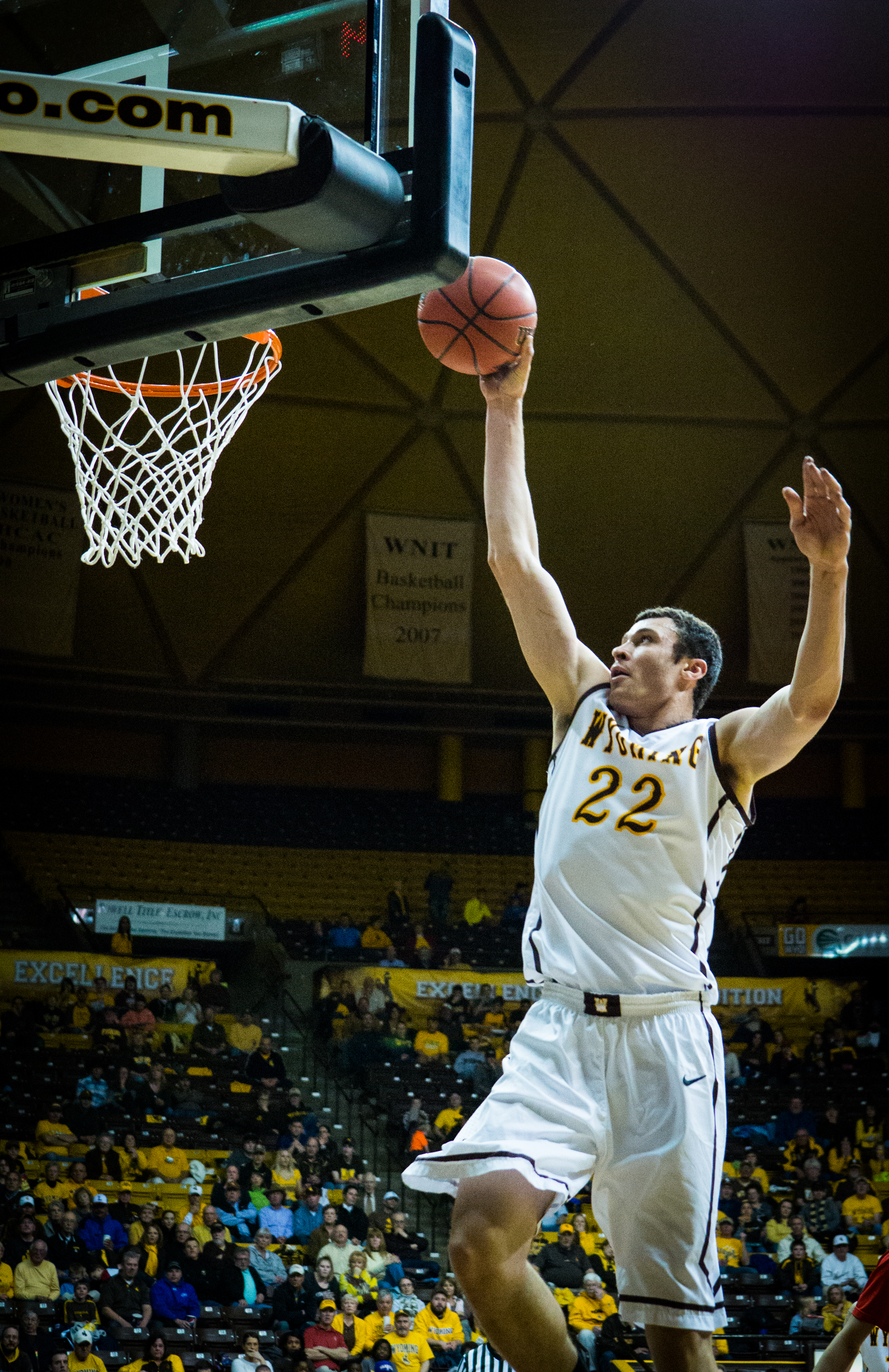
正在灌籃的小南斯

小南斯出生於俄亥俄州的阿克倫，由於其父親拉里·南斯當時效力於克里夫蘭騎士，小南斯進入俄亥俄州當地的里維爾高中（Revere High School）就讀。當高四時，小南斯的身高已經達到6英尺7英寸（2.01米），且場均能得到18.2分、9.5個籃板和3.0次阻攻。
在懷俄明大學的四年大學生涯中，南斯在出席的123場比賽中場均能夠得到11.3分、6.6籃板、1.4助攻、1.1次抄截以及1.1次阻攻。

### 大學統計數據
| 賽季    | 大學       | 上場次數 | 先發次數 | 上場時間 | 投篮命中率 | 三分球命中率 | 罚球命中率 | 篮板 | 助攻 | 抄截 | 阻攻 | 得分 |
| ------- | ---------- | -------- | -------- | -------- | ---------- | ------------ | ---------- | ---- | ---- | ---- | ---- | ---- |
| 2011–12 | 懷俄明大學 | 33       | 0        | 17.9     | 46.2       | 33.3         | 81.4       | 4.0  | 0.4  | 0.8  | 0.6  | 4.1  |
| 2012–13 | 懷俄明大學 | 33       | 33       | 32.0     | 53.3       | 34.5         | 75.0       | 6.9  | 1.2  | 1.3  | 0.7  | 10.7 |
| 2013–14 | 懷俄明大學 | 26       | 26       | 34.7     | 54.4       | 24.3         | 75.8       | 8.6  | 1.6  | 1.4  | 2.1  | 15.4 |
| 2014–15 | 懷俄明大學 | 31       | 31       | 34.9     | 51.4       | 33.3         | 78.6       | 7.2  | 2.5  | 1.2  | 1.2  | 16.1 |
| 生涯    |            | 123      | 90       | 29.5     | 52.1       | 30.8         | 77.1       | 6.6  | 1.4  | 1.1  | 1.1  | 11.3 |

## 職業生涯

### 洛杉磯湖人（2015−2018）
2015年6月25日，小南斯在2015年NBA選秀大會中被洛杉磯湖人以首輪第二十七順位挑中。7月10日，他與湖人隊簽下了四年590万美元的新秀合約。並於11月6日對上布魯克林籃網的比賽中首次亮相，小南斯取得6分和5個籃板。12月7日，他在湖人對上多倫多暴龍的比賽中取代朱利葉斯·蘭德爾擔任先發大前鋒，生涯首次為湖人隊首發。12月27日，小南斯在敗給曼菲斯灰熊的比賽中得到17分和11篮板，职业生涯首度砍下雙十，并创职业生涯单场得分和篮板新高。
2016年11月21日，在湖人主场对上芝加哥公牛的比赛中，小南斯得到18分以及6篮板，刷新职业生涯单场得分纪录。2017年4月3日，在湖人主场108-103战胜曼菲斯灰熊的比赛中，小南斯出场40分钟，得到12分和14篮板，追平职业生涯单场篮板纪录。
2017年12月18日，小南斯在湖人敗給金州勇士的比賽中因繳出優異表現而獲得了媒體的關注。使他獲得參加2018年灌籃大賽的資格。其父親賴瑞·南斯曾於1984年灌籃大賽奪得冠軍，因此小南斯普遍被視為2018年灌籃大賽的冠軍熱門人選，然而他的表現卻不如外界預期，最後於決賽中以2分差輸給了新秀多諾萬·米契爾。

### 克里夫蘭騎士（2018−2021）
2018年2月8日，小南斯和喬丹·克拉克森一同被交易至克里夫蘭騎士，並換來了以赛亚·托马斯、錢寧·弗萊以及一枚2018年首輪選秀權。來到騎士隊後，南斯選擇24號作為他的球衣號碼，但在經過兩場比賽後，聯盟於2月22日宣佈允許小南斯穿上被騎士隊退休的父親的22號球衣。2018年2月28日，騎士主場對上布魯克林籃網，小南斯攻下10籃板，生涯總籃板數突破1000，達到1003個。2018年3月5日，小南斯在克利夫蘭騎士的第一場比賽中擔任先發並攻下職業生涯新高的22分外帶15籃板，成功捍衛騎士主場，以112−90 擊敗底特律活塞。2018年3月8日，騎士客場以113−108擊敗丹佛金塊，小南斯出場37分鐘，得到13分和13籃板，連續第五場比賽得分上雙，職業生涯首次達成這一成就。2018年3月13日，小南斯在騎士129−107擊敗鳳凰城太陽的比賽中僅得到4分，中斷了職業生涯連續七場比賽得分上雙的成就。
在2017–18賽季，小南斯代表克里夫蘭騎士出席24場例行賽比賽，場均能夠得到8.9分和7.0籃板。
小南斯已經與騎士隊達成延長合約，至於合約價碼為四年4480萬美金。

### 波特兰开拓者（2021−至今）
2021年8月28日，小南斯在一次涉及芝加哥公牛队的三方交易中被送到波特兰开拓者。

## 職業生涯數據

### NBA例行賽數據統計
| 賽季    | 球隊         | 出賽 | 先發 | 平均上場時間(分鐘) | 投籃命中率(%) | 三分球命中率(%) | 罰球命中率(%) | 平均籃板 | 平均助攻 | 平均抄截 | 平均阻攻 | 平均得分 |
| ------- | ------------ | ---- | ---- | ------------------ | ------------- | --------------- | ------------- | -------- | -------- | -------- | -------- | -------- |
| 2015–16 | 洛杉磯湖人   | 63   | 22   | 20.1               | 52.7          | 10.0            | 68.1          | 5.0      | 0.7      | 0.9      | 0.4      | 5.5      |
| 2016–17 | 洛杉磯湖人   | 63   | 7    | 22.9               | 52.6          | 27.8            | 73.8          | 5.9      | 1.5      | 1.3      | 0.6      | 7.1      |
| 2017–18 | 洛杉磯湖人   | 42   | 17   | 22.0               | 60.1          | 25.0            | 63.2          | 6.8      | 1.4      | 1.4      | 0.5      | 8.6      |
| 2017–18 | 克里夫蘭騎士 | 24   | 10   | 20.8               | 55.0          | 12.5            | 72.0          | 7.0      | 1.0      | 1.2      | 0.8      | 8.9      |
| 生涯    |              | 192  | 56   | 21.5               | 54.7          | 22.4            | 68.9          | 5.9      | 1.2      | 1.2      | 0.5      | 7.1      |

### NBA季後賽數據統計
| 季後賽  | 球隊         | 出賽 | 先發 | 平均上場時間(分鐘) | 投籃命中率(%) | 三分球命中率(%) | 罰球命中率(%) | 平均籃板 | 平均助攻 | 平均抄截 | 平均阻攻 | 平均得分 |
| ------- | ------------ | ---- | ---- | ------------------ | ------------- | --------------- | ------------- | -------- | -------- | -------- | -------- | -------- |
| 2017–18 | 克里夫蘭騎士 | 20   | 0    | 15.4               | 68.3          | 0.0             | 45.2          | 4.5      | 0.9      | 0.8      | 0.7      | 4.8      |
| 生涯    |              | 20   | 0    | 15.4               | 68.3          | 0.0             | 45.2          | 4.5      | 0.9      | 0.8      | 0.7      | 4.8      |

## 個人生活
- 小南斯的父親為前NBA著名球員拉里·南斯，職業生涯曾效力於克里夫蘭騎士和鳳凰城太陽，曾獲得灌籃大賽冠軍，並三次入選全明星賽。

- 小南斯被診斷出罹患了罕見疾病「克隆氏症」，因此他每隔七週就得去醫院接受一次藥物注射。[9]

- 小南斯的弟弟皮特·南斯（英语：Pete Nance）也曾就讀於里維爾高中（英语：Revere High School (Ohio)）。[10]自2018年起開始效力於西北大學野貓隊。[11]

## 另見
- NBA第二代球員列表

## 外部連結
- 小賴瑞·南斯在fiba.basketball（英语）
- 小賴瑞·南斯在NBA官網（英语）
- 小賴瑞·南斯在Basketball-Reference.com（NBA）（英语）
- 小賴瑞·南斯在Sports-Reference.com（NCAA）（英语）
- 小賴瑞·南斯在ESPN（NBA）（英语）
- 小賴瑞·南斯在Eurobasket.com（球員）（英语）
- 小賴瑞·南斯在Proballers（英语）
- 小賴瑞·南斯在RealGM（球員）（英语）
- Larry Nance Jr. at gowyo.com